# Marie-Louise von Rogister
Marie-Louise von Rogister (* 3. August 1899 in Sarrebourg, Lothringen; † 18. Juni 1991 in Bötersheim) war eine deutsche Künstlerin und bedeutende Malerin des Informel.

## Leben
Marie-Louise von Rogister, Tochter des Rittmeisters Hermann von Rogister und seiner Frau Margarethe Rettberg, wuchs in einem wohlhabenden Haus in Kassel auf. In den Jahren 1907 bis 1917 besuchte sie die Heusersche Höhere Töchterschule, die 1914 anlässlich der Pensionierung der dort lehrenden Pädagogin und Frauenrechtlerin Julie von Kästner zu deren Ehren in „Kästnersches Lyceum“ umbenannt wurde.
Von 1920 bis 1924 studierte Marie-Louise von Rogister Malerei an der Kunstgewerbeschule Kassel bei Julie Katz und Albert Aereboe. Der Reise nach Paris 1925 folgte 1929/1930 ein Studienaufenthalt an der Academie de la Grande Chaumiere. 1932 verließ sie Kassel und traf nach verschiedenen Stationen in Hamburg, Hannover und Köln 1937 am Ammersee den Maler Fritz Winter, mit dem sie eine lebenslange Freundschaft verband. In dieser Zeit arbeitete sie noch gegenständlich. Ihre Themen waren Häuser, Straßen, Gärten, Landschaften, Akte und Stillleben.
Von 1941 bis 1943 unterrichtete Marie-Louise von Rogister im Internat Marienau bei Dahlenburg. 1944 heiratete sie den Kunsthistoriker und späteren Kulturrezensenten der Frankfurter Allgemeinen Zeitung, Albert Schulze-Vellinghausen. Nach Kriegsende zog sie mit ihrem Mann auf einen Bauernhof in die Nähe von Dorsten in Westfalen. Das Haus wurde zu einem Treffpunkt für Künstler und Kunstinteressierte, so z. B. Georg Meistermann, Fritz Winter, Carl Linfert, Wolfgang Schöne und die Bildhauerin und Schriftstellerin Tisa von der Schulenburg.
Anfang der 1950er-Jahre entstanden ihre ersten informellen Arbeiten. 1959 vertrat sie ihren erkrankten Malerfreund Fritz Winter an der Hochschule für Bildende Kunst in Kassel (heute: Kunsthochschule Kassel), woraus sich ein Lehrauftrag für Malerei bis 1968 ergab. Zu ihren Schülern gehörten u. a. Kunibert Fritz und Dieter Crumbiegel.
1964 zogen Marie-Louise von Rogister und ihr Mann nach Dortmund-Kley, auf einen ländlichen Familienbesitz. In den großzügigen Ausstellungsräumen präsentierte Albert Schulze-Vellinghausen seine bedeutende Sammlung zeitgenössischer Kunst und machte das Gutshaus zu einem kulturellen Treffpunkt mit Vorträgen und Festen. Nach dem Tod ihres Mannes 1967 zog Marie-Louise von Rogister auf das Gut ihres Bruders nach Bötersheim in der Nordheide. Bis zu ihrem Tod 1991 lebte und arbeitete sie hier.
Marie-Louise von Rogister war Mitglied im Deutschen Künstlerbund und nahm an zahlreichen Ausstellungen der Gruppe Junger Westen teil. Reisen führten sie nach Irland, England, Italien, Paris, in die Schweiz und in die Niederlande.

## Werk
Marie-Louise von Rogisters Werk entwickelte sich vom Gegenständlichen zum Abstrakten. In ihrem Œuvre finden sich Bilder in Öl und Acryl ebenso wie in Wachskreide und Bleistift. Den Durchbruch hatte Marie-Louise von Rogister mit ihren „Geflechtbildern“ Ende der 1950er-Jahre. Farbflächen werden von fadenartigen, schwarzen Strukturen überlagert. Mit den sogenannten „Horizontbildern“ erfolgte in den 1980er-Jahren ein neuerlicher künstlerischer Umbruch: Klare Linien und kräftige Farben dominierten in den Bildern. Auch durch sie kam die Informelle Kunst nach Deutschland.

## Ausstellungen (Auswahl)
Marie-Louise von Rogisters Arbeiten wurden in zahlreichen nationalen und internationalen Museen gezeigt, ihre Werke sind in bedeutenden Sammlungen vertreten.
- 1931: Kunstverein Hannover
- 1952: Art Institute of Chicago
- 1952: Museum of Art, San Francisco
- 1953: Kunsthalle Hamburg
- 1954: Stedelijk Museum Amsterdam
- 1960: Museu de Arte Moderna do Rio de Janeiro
- 1960: Kunsthalle Basel
- 1962: Musée d’art moderne de la Ville de Paris
- 1980: Galerie Les Contemporains, Brüssel; Museum am Ostwall, Dortmund
- 1991: Neue Galerie, Kassel
- 1993: Märkisches Museum, Witten
- 2014: Marie-Louise von Rogister – Eine Retrospektive. Kunstverein Buchholz